# États-Unis aux Jeux olympiques d'été de 1984
Les États-Unis sont la nation hôte des Jeux olympiques d'été de 1984 se déroulant à Los Angeles. Il s'agit de leur 19e participation à des Jeux d'été, et leur retour dans cette compétition après le boycott des Jeux olympiques de 1980, à Moscou.
La délégation américaine, composée de 522 athlètes, termine en tête du classement par nations avec 174 médailles (83 en or, 61 en argent et 30 en bronze).

## Liste des médaillés américains
- Équipe de Volley-ball (médaille d'or) : Aldis Berzins...